# Hriadky
Hriadky (bis zum 19. Jahrhundert slowakisch „Hrádky“ oder „Hrátky“; ungarisch Gerenda) ist eine Gemeinde im Osten der Slowakei mit 416 Einwohnern (Stand 31. Dezember 2024), die zum Okres Trebišov, einem Kreis des Košický kraj, gehört. Sie ist Teil der traditionellen Landschaft Zemplín.

## Geographie
Die Gemeinde befindet sich im Westteil des Ostslowakischen Tieflands am Flüsschen Trnávka. Das Ortszentrum liegt auf einer Höhe von 111 m n.m. und ist vier Kilometer von Sečovce sowie 13 Kilometer von Trebišov entfernt.
Nachbargemeinden sind Dvorianky im Norden, Vojčice im Osten und Süden sowie Sečovce im Westen.

## Geschichte
Hriadky wurde zum ersten Mal 1320 als Gerenda Inferior schriftlich erwähnt. 1601 war der Ort Teil des Herrschaftsgebiets von Trebišov und zählte damals 17 Ansiedlungen. 1787 hatte die Ortschaft 45 Häuser und 346 Einwohner, 1828 zählte man 48 Häuser und 353 Einwohner, die als Landwirte beschäftigt waren.
Bis 1918/1919 gehörte der im Komitat Semplin liegende Ort zum Königreich Ungarn und kam danach zur Tschechoslowakei beziehungsweise heute Slowakei.

## Bevölkerung
| Jahr                | 1994 | 2004     | 2014    | 2024    |
| ------------------- | ---- | -------- | ------- | ------- |
| Anzahl der Personen | 518  | 466      | 462     | 416     |
| Unterschied         |      | −10,03 % | −0,85 % | −9,95 % |

| Jahr                | 2023 | 2024    |
| ------------------- | ---- | ------- |
| Anzahl der Personen | 423  | 416     |
| Unterschied         |      | −1,65 % |

Nach der Volkszählung 2011 wohnten in Hriadky 451 Einwohner, davon 442 Slowaken, fünf Tschechen und zwei Mährer. Zwei Einwohner machten keine Angabe zur Ethnie.
269 Einwohner bekannten sich zur römisch-katholischen Kirche, 124 Einwohner zur griechisch-katholischen Kirche, 14 Einwohner zur reformierten Kirche, sieben Einwohner zur orthodoxen Kirche, vier Einwohner zur Evangelischen Kirche A. B. und zwei Einwohner zu den Zeugen Jehovas; ein Einwohner bekannte sich zu einer anderen Konfession. 19 Einwohner waren konfessionslos und bei 11 Einwohnern wurde die Konfession nicht ermittelt.

## Bauwerke
- römisch-katholische Kirche
- griechisch-katholische Kirche

## Verkehr
Durch Hriadky passieren die Straßen 1. Ordnung 19 (E 50, E 58) und 79, die durch einen Kreisverkehr in der Ortsmitte miteinander verknüpft sind.